# Trilok Gurtu
Trilok Gurtu, född 30 oktober 1951 i Bombay, är en kashmirsk indisk slagverkare och kompositör.
Han har släppt flera egna album och amarbetat med många stora musiker, bland annat John McLaughlin, Joe Zawinul, Jan Garbarek och Robert Miles.

## Diskografi

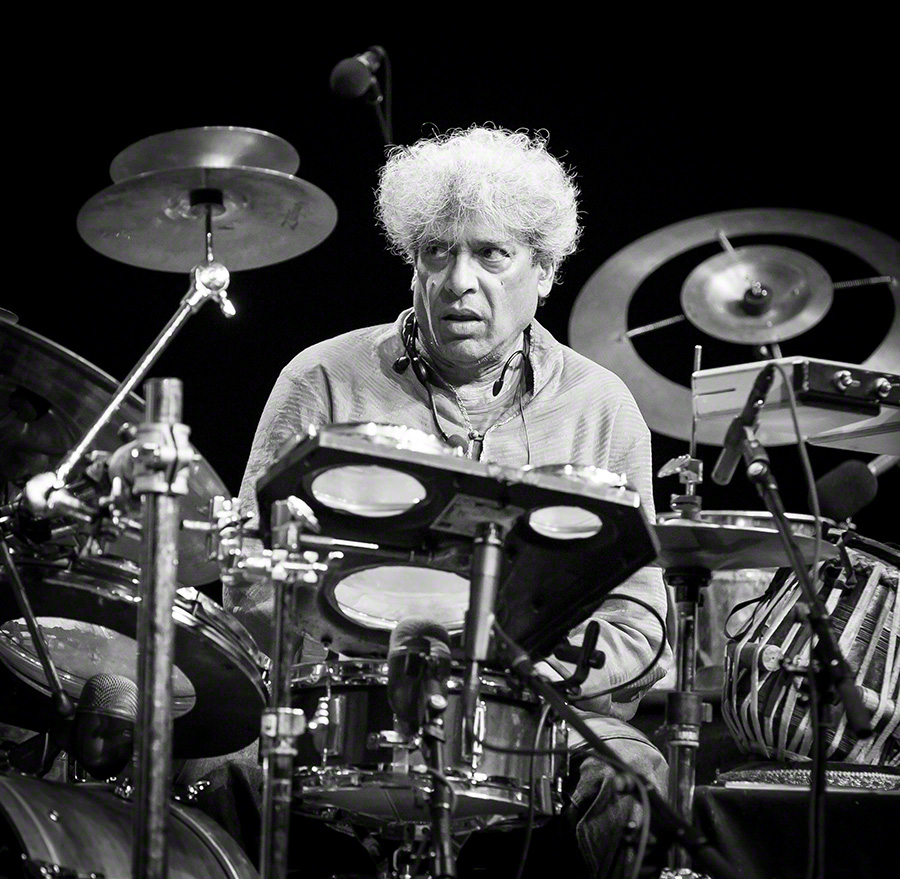
Trilok Gurtu på Oslo Jazzfestival 2016.

### Soloskivor och samarbeten
- 1983: Finale - med Charly Antolini
- 1985: Song for Everyone - med L. Shankar
- 1987: Usfret
- 1987: Ecotopia, med Oregon
- 1989: 45th Parallel, med Oregon
- 1990: Living Magic
- 1991: Always, Never and Forever, med Oregon
- 1992: Que Alegria, med John McLaughlin Trio
- 1993: Crazy Saints
- 1995: Believe
- 1995: Bad Habits Die Hard
- 1997: The Glimpse
- 1998: Kathak
- 2000: African Fantasy
- 2001: The Beat of Love
- 2002: Remembrance
- 2004: Miles Gurtu, med Robert Miles
- 2004: Broken Rhythms
- 2006: Farakala
- 2007: Arkeology
- 2009: Massical
- 2010: Piano Car, med Stefano Ianne